# Bürstel (Ganderkesee)
Bürstel ist ein Ortsteil der Gemeinde Ganderkesee im niedersächsischen Landkreis Oldenburg. Hierzu gehören auch die Gehöfte in Dehlthun und Thienfelde.

## Geografie und Verkehrsanbindung

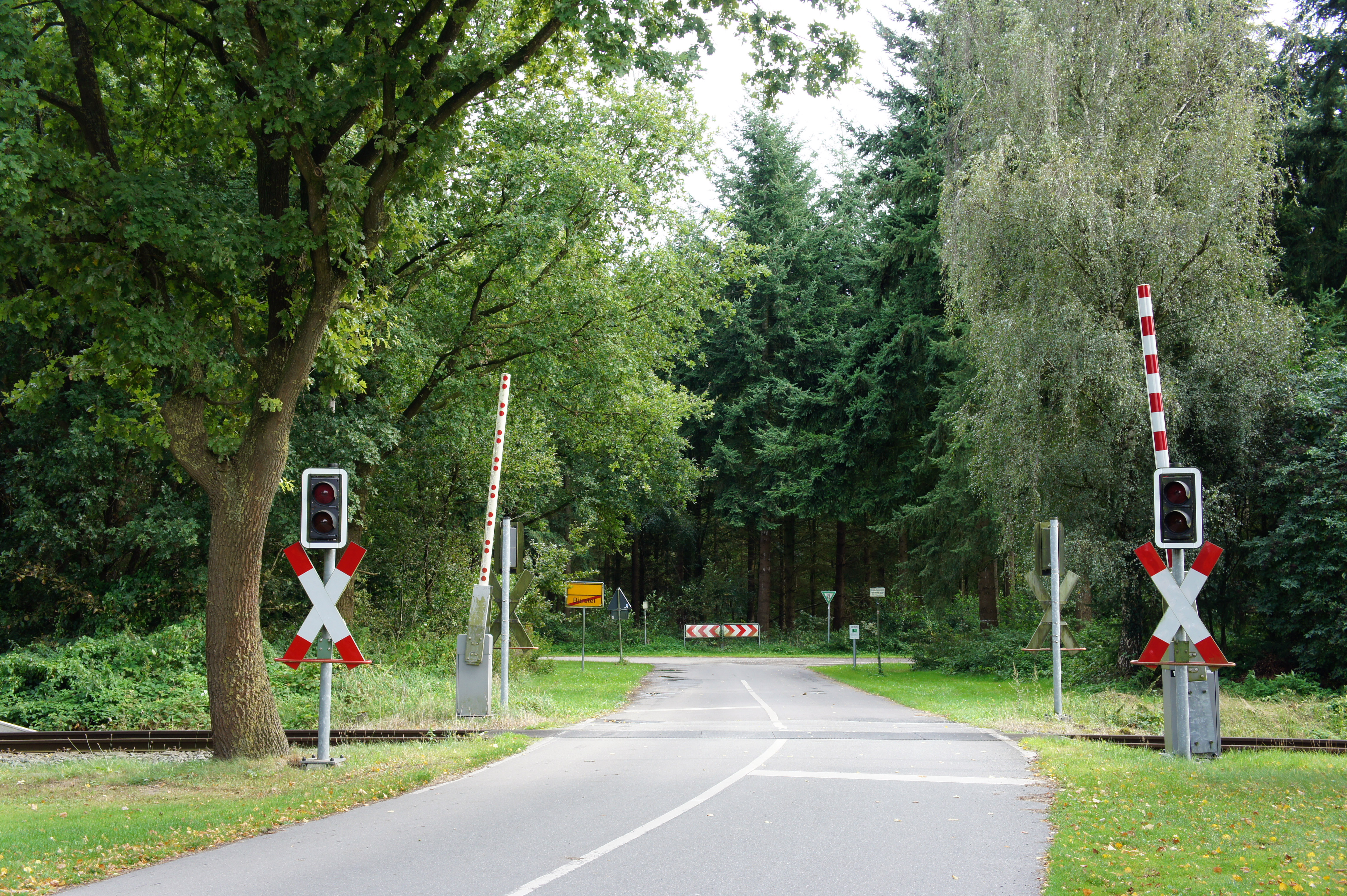
Der Bürsteler Fuhrenkamp jenseits der Bahnstrecke

Der Ortsteil liegt etwa 2,5 km südwestlich von Ganderkesee. Über die Buslinie 220 gibt es eine Verbindung nach Ganderkesee.
Der Bürsteler Fuhrenkamp, ein etwa 57 ha großes Waldgebiet, ist erst seit 1780 durch Aufforstungen entstanden. Er ist heute, vom eigentlichen Dorf durch die Bahnstrecke Delmenhorst–Hesepe getrennt, ein Naherholungsgebiet.

## Geschichte
Bürstel wird erstmals im späten 13. Jahrhundert im ältesten Lehnsregister der Grafen von Oldenburg-Bruchhausen erwähnt. 1647 hatte der Ort 13 Bauernhöfe. 1682 wurde eine Schule eingerichtet, dessen Gebäude mehrfach umgebaut wurde. Seit der Schließung 1971 dient sie dem Orts- und Heimatverein Ganderkesee. Der  Orts- und Heimatverein Bürstel – Immer pflegt die traditionelle Zusammenarbeit der beiden Ortsteile. 1952 wurde ein gemeinsames Kriegerdenkmal für die Toten der beiden Weltkriege aus den Dörfern Immer und Bürstel errichtet.

## Sehenswürdigkeiten
- Seit 1995 gibt es in der alten Schule die Heimatstube Bürstel, in der das Leben der Ganderkeseer in vergangenen Zeiten veranschaulicht wird.[3] Hier steht auch die von einem Zaun und einer Bank umgebene Friedenseiche von 1771, die an den Deutsch-Französischen Krieg erinnert.
- Backhäuser Am Heidenwall 9 und Bürsteler Straße 35
- Heidenwall in der Nähe von Dehlthun, eine Ringwallanlage vermutlich aus dem 9. oder 10. Jahrhundert
- Hofanlage Bürsteler Straße 35 von 1838
- Wohn- und Wirtschaftsgebäude Bürsteler Straße 39 von 1908
- Melkhus und ein Alpaka-Zuchtbetrieb mit 60 Tiere